# Сідур (молитовник)
Сідур, або сидур (ів.: סִדּוּר) — традиційна юдейська молитовна книга (молитовник), що містить порядок і послідовність літургійних текстів та благословінь, як щоденних, так і на різні випадки життя, на всі дні річного циклу. Інші терміни для сідуру: тефілот (תְּפִלּוֹת) серед сефардів, тефілла серед німецьких євреїв і тихляль (תכלאל від дієслова ліхлол  - включати, охоплювати) серед єменських євреїв.
Є також інший тип молитовника — махзор (цикл), в якому друкуються молитви на Рош га-Шана та Йом-Кіпур. Іноді молитви трьох свят (Шалош Регалім), в які відбувалося сходження до Храму — Песах, Шавуот і Сукот - також друкуються в окремих книгах.

Сефардські та ашкеназькі громади мають дещо різні літургійні обряди — нусахи, як і інші сучасні єврейські конфесії. Тому можна знайти Сидур, створений певними групами та для них, з перекладами, коментарями, макетом та дизайном, призначеними для покращення молитви цієї спільноти.

## Етимологія
Походить від слова «седер» – порядок.

## Значення
Сідур, не конкурував із вивченням єврейської душі; радше, це посилило вивчення Тори. Він був розроблений, щоб включити уривки з Тори, Мішни та Талмуду, щоб задовольнити мінімальну щоденну потребу єврея щодо «навчання».
|                             | У щоденній молитві юдеї прославляють Бога за предків, дякують за дар життя. Багато благословень містять прохання. Цікаво, що є прохання про дар знання, дар доброї покути, прощення гріхів, здоров'я тощо. Але вони закінчуються фразою прославлення Бога: "Благословенний Ти Господи, котрий даєш ласку та примножуєш прощення". |
| — отець Володимир Кусьнєж., | |

## Історія
Літургія, молитви та благословіння використовувалася в юдаїзмі й раніше, ще задовго до руйнування Другого Храму (70 р. н.е.), саме Амрам бар Шешна (IX століття н.е.) з Вавилонії вперше склав повний сідур на прохання іспанської конгрегації. Варіації обрядів зберігаються й в сучасних виданнях через ритуальні і конфесійні відмінності, але основні елементи настільки незмінні, що можна сказати, що жоден сидур не втратив своєї соборності.

## Нусах
Нусах є аналогом літургійного обряду.
Існує шість основних нусахів сідура: Сефард (сефардський), Сфарад (хасидський), Ашкеназ (ашкеназський), Тейман (єменський), Арі (ХаБаД), Мінхаґ Італі (італійський).

## Звичаї та традиції
Сідур, як і інші святі книги, коли закінчують молитву (чи навчання), або якщо сідур впав, його швидко підіймають та цілують обкладинку сідуру. Це одна з причин, чому не бажано молитись з телефонним сидуром, а мати в наявності книгу.
Традиційно щодня читаються три групи молитов: Шахаріт (ів.: שַחֲרִת від ів. שַחָר шахар – світанок), Мінха (ів.: מִנְחָה пообідня молитва) та Маарів (ів.: מַעֲרִיב, від ів. עֶרֶב ерев – вечір).

## Див. Також
- Молитовник
- Літургійний обряд
- Богослужіння